# Hester Maij
W.H. (Hester) Maij (Amsterdam, 7 oktober 1969) is een Nederlandse politica voor het Christen-Democratisch Appèl (CDA). Zij is een dochter van de CDA-politica Hanja Maij-Weggen.
Vanaf haar zeventiende was zij actief bij het CDJA, de jongerenafdeling van het CDA, en later ook bij het CDA-vrouwenberaad. Na haar middelbareschoolopleiding heeft ze eerst enige tijd bij de televisie gewerkt, vervolgens deed ze allerlei communicatief werk. In dat kader runde ze in 1993 samen met Nina Brink kortstondig een door hen beiden opgericht communicatie-adviesbureau.
Van 1995 tot 2002 was zij als beleidsmedewerkster bij het Europees Parlement werkzaam, eerst bij de fractie van het CDA op het terrein van de mensenrechten en vanaf 1998 als beleidsassistent van haar moeder die deel uitmaakte van dezelfde fractie. Vanaf 1998 was ze ook duo-gemeenteraadslid van Amsterdam wat in 2001 werd omgezet in een volledig lidmaatschap; tevens was ze vanaf dat moment fractievoorzitter.
Van 2002 tot het voorjaar van 2006 was zij wethouder van dezelfde gemeente met in haar portefeuille milieu, openbare ruimte en groen, sport, recreatie en bedrijven. Daarna werd zij weer gemeenteraadslid doordat haar partij niet in het nieuwe college van burgemeester en wethouders zat. Van 12 oktober 2006 tot halverwege 2007 was zij waarnemend burgemeester van Zandvoort als vervanging wegens ziekte van Rob van der Heijden.
In 2008 was ze VN vrouwenvertegenwoordiger en ging ze naar de Algemene Vergadering van de Verenigde Naties om daar een speech te geven.
Eind 2008 werd Maij tot voorzitter van het CDA in de provincie Overijssel verkozen. Daarmee verkreeg ze ook een plaats in het landelijk partijbestuur. In 2011 werd ze als voorzitter van CDA Overijssel opgevolgd door Hein Pieper, omdat Maij gedeputeerde van de provincie Overijssel werd, met in haar portefeuille landelijk gebied en culturele infrastructuur.

## Persoonlijk
Hester Maij is getrouwd. Haar zuster Marit Maij zat voor de PvdA in de Tweede Kamer (2012-2017), haar moeder Hanja Maij-Weggen was voor het CDA onder meer minister van Verkeer en Waterstaat.